# Нейл-арт

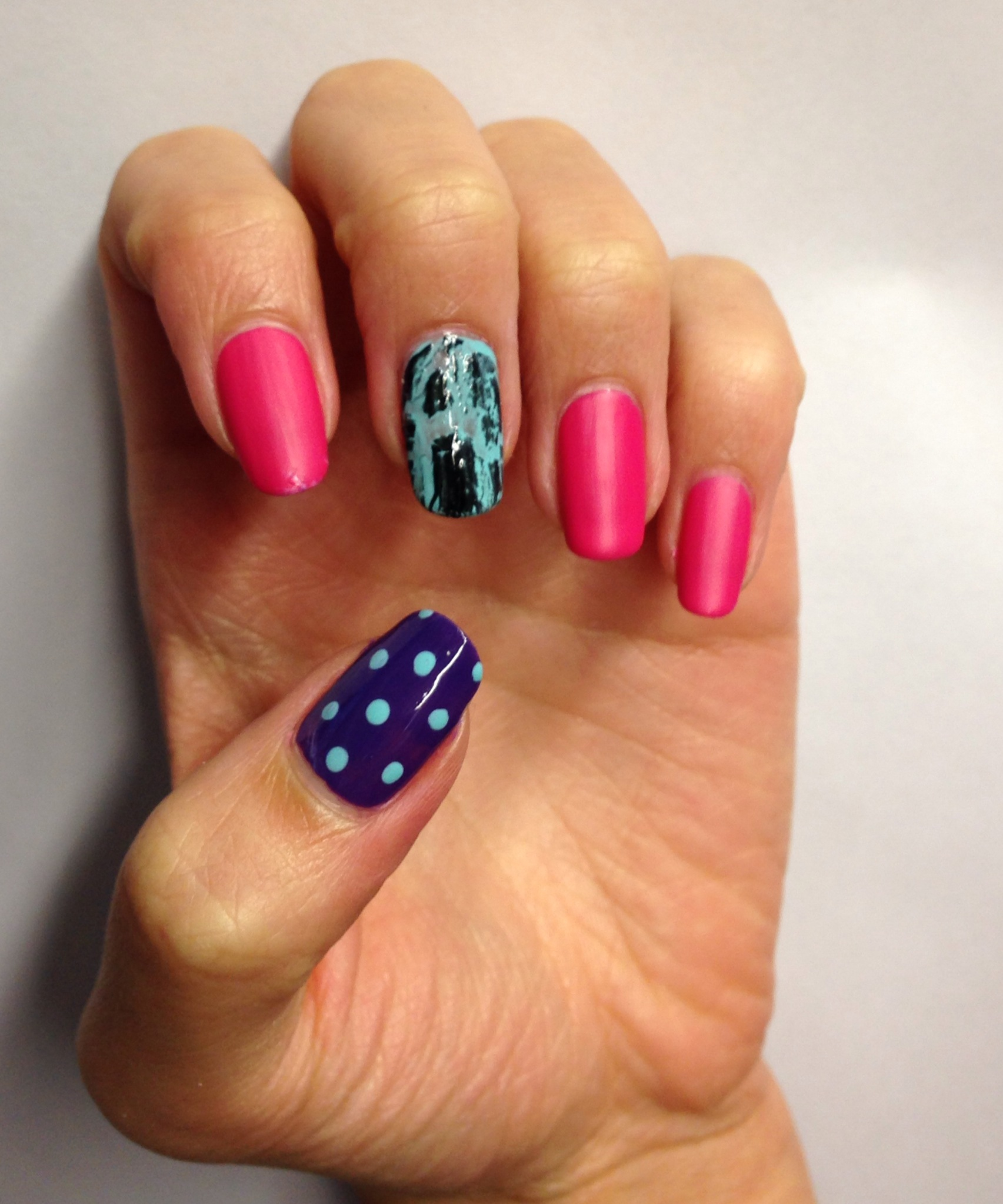
Приклад Нейл-арту

Нейл-арт (англ. Nail art) — мистецтво декоративного манікюру і розпису нігтів, що спирається на знання про підготовку нігтя до роботи, підбір інструментів, створення необхідного фону для малюнку. Як і в будь-якому мистецтві, у нейл-арті існують класичні та модні тенденції.
Модною тенденцією можна назвати спосіб нанесення зображення на ніготь за допомогою спеціального принтера. Принцип роботи такої машини заснований на технології струменевого друку, проте відмінність механізму переміщення головки машини, що друкує, полягає в можливості здійснення даної дії в чотирьох напрямах площини на противагу від двох напрямів струменевого принтера. При здійсненні друку рухається сам друкувальний елемент машини, об'єкт, на який наноситься зображення, залишається нерухомим. Використання ІРЦ-гелю в процесі друку вирішило відразу дві проблеми. По-перше: ІРЦ-гель виконує функцію активованого покриття (принцип фотопаперу для цифрового фотодруку), що власне не дозволяє розтікатися чорнилу в області друку і насичує композицію кольором шляхом часткового змішування фарб у в'язкому середовищі гелю. По-друге: гель люмінесціює при ультрафіолетовому підсвічуванні. Ця здатність гелю дозволяє машині автоматично визначити ділянки області друку і нанести задану композицію безпосередньо в ці ділянки, не розпилюючи фарбу за межі нігтя. Процес «розпізнавання» нігтя не використовується ні в одному з аналогів.
В кінці процедури ніготь покривається безбарвним лаком. Таким чином, використовуючи вказану технологію, на ніготь можна наносити різні складні графічні зображення. Наприклад — свою фотографію.
Спеціальні матеріали, вживані в нейл-арті: лаки, стрази, мікролелітки, фольга, прикраси з дорогоцінних металів, татуювання на нігтях. Крім того, у нейл-арті застосовуються інструменти: голки, зубочистки, пензлики, пилочки, кусачки, існує поняття нігтьового пірсингу.
Опанувавши ази нейл-арту, можна самостійно створювати власні узори на нігтях, застосовуючи особливі принципи планування і композиції.

## Історія
Точне походження лакування нігтів неясне, оскільки, імовірно, воно виникло в різних частинах світу приблизно в один і той же час. У Стародавньому Єгипті, від 5000 до 3000 років до нашої ери, жінки фарбували нігті хною, щоб показати соціальний статус і спокусливість. Жінки нижчого класу носили пастельні та нейтральні відтінки, а вищі — глибокі яскраві відтінки. У Вавилонії, 3200 р. до н. е., чоловіки, а не жінки, фарбували нігті чорно-зеленою колем, стародавнім косметичним засобом. Щоб підготуватися до війни, воїни Вавилону годинами готували нігті, завивали волосся та проводили інші подібні косметичні процедури. Як і в Стародавньому Єгипті, колір нігтів вказував на статус людини, чорний для дворян і зелений для простої людини. Приблизно в той же час, 3000 років до нашої ери, у Стародавньому Китаї з'явився перший лак для нігтів. Його виготовляли з бджолиного воску, яєчних білків, желатину, рослинних барвників і гуміарабіку. Китайці занурювали нігті в цю суміш на кілька годин або залишали висихати. Кольори варіюються від рожевого до червоного, залежно від суміші інгредієнтів. Під час династії Чжоу, 600 р. до н. е., королівські особи використовували цей простий лак для нігтів із золотим і срібним пилом на нігтях, щоб показати свій соціальний статус.
Династія Мін (1368—1644) була відома надзвичайно довгими нігтями. Іноді ці нігті захищали інкрустованим золотом і коштовністю щитками. Слуги виконували особисту роботу для королівських осіб, щоб їхні нігті не ламалися й не пошкоджувалися. Удова імператриця Китаї Цисі, яка правила з 1835 по 1908 рік, була відома своїми епатажними нігтями. Багато фотографій показують імператрицю з 6-дюймовими золотими щитками, які захищають її довгі нігті. Усі вищезгадані не використовували нейл-арт, як він широко відомий сьогодні, лише фарбували, фарбували або притирали нігті рук і ніг. Перші фактичні згадки про нейл-арт були з короткочасної Імперії інків (1438—1533), яка на той час була однією з найбільших імперій Південної Америки. Інки прикрашали свої нігті, малюючи на них орлів. У 1770 році були створені перші вишукані золоті та срібні манікюрні набори. Французький король Людовик XVI, який правив з 1774 року до свого звернення до влади в 1792 році, завжди доглядав за нігтями, використовуючи ці набори.
На початку 1800-х років сучасний манікюр розвинувся з винаходом апельсинової палички, тонкої дерев'яної палички з одним загостреним кінцем, зазвичай виготовленої з апельсинового дерева. Його винайшов у 1830 році доктор Сіттс, європейський ортопед, який адаптував стоматологічний інструмент для манікюрних цілей. До цього винаходу люди використовували кислоту, металевий стрижень і ножиці для формування та підстригання нігтів. У 1892 році племінниця доктора Сіттса винайшла лінію для догляду за нігтями для жінок будь-якого соціального класу, яка зрештою потрапила до салонів Сполучених Штатів. До цього жінки мали короткі мигдалеподібні нігті і часто використовували масла для додаткового блиску або відтінку. Незабаром, у 1907 році, був винайдений перший рідкий лак для нігтів, хоча він був безбарвним. Незабаром після цього він був доступний у різних кольорах. У 1925 році місячний манікюр (сьогодні відомий як манікюр півмісяця) можна було побачити повсюдно. Червоні та рожеві кольори використовувалися на нігтьовому ложі, уникаючи зони навколо кутикули. Знову ж таки, у 1970-х роках природний вигляд повернувся в моду, і його віддали перевагу багато жінок, але лише на короткий час. Стиль французького манікюру був створений в Парижі в 1976 році Джеффом Пінк, який був засновником косметичної компанії ORLY з Лос-Анджелеса. Розпис нігтів знову увійшов у моду в 1980-х роках і відтоді став надзвичайно популярним.